# Galileo Galilei
Galileo Galilei (15. února 1564, Pisa – 8. ledna 1642, Arcetri) byl toskánský astronom, filosof a fyzik těsně spjatý s vědeckou revolucí. Mezi jeho úspěchy řadíme vylepšení dalekohledu, rozmanitá astronomická pozorování, teoretické základy klasické mechaniky a účinnou podporu Koperníkova heliocentrickému systému. Často je uváděn jako „otec moderní astronomie“, „otec moderní fyziky“ a dokonce „otec vědy“. Jeho experimentální činnost je obecně považována za důležitý doplněk spisů Francise Bacona, jimiž byla založena moderní vědecká metoda. Galileova kariéra se kryla s tvůrčím obdobím Johannese Keplera. Galileovo dílo je považováno za nejvýznamnější průlom od dob Aristotelových, ač on sám nikdy heliocentrický systém neprokázal. Toto byl také důvod sporu s papežem Urbanem VIII., který jej žádal, aby věc prezentoval pouze jako hypotézu, než budou objeveny nepopíratelné důkazy. Galileo je považován za průkopníka svobodného vědeckého zkoumání. Za nedovolené publikování svých vědeckých názorů byl dvakrát postaven před inkviziční soud a nakonec i odsouzen. Trest žaláře mu byl zmírněn na domácí vězení, ve kterém byl držen až do své smrti.

## Počátek kariéry
Navštěvoval Univerzitu v Pise, byl však z finančních důvodů nuceně „vyloučen.“ Nicméně v roce 1589 mu byla nabídnuta pozice na fakultě, kde vyučoval matematiku. Nedlouho poté se přestěhoval na Univerzitu v Padově, na jejíž fakultě sloužil podle potřeby jako učitel geometrie, mechaniky a astronomie až do roku 1610. V této době učinil mnoho významných objevů.

## Experimentální věda
Mezi postavami vědecké revoluce zaujímá Galileo vysoké postavení především pro své průkopnické užívání kvantitativních experimentů, jejichž výsledky matematicky analyzoval. Tyto metody neměly v té době v evropském myšlení velkou tradici; asi největší experimentátor předcházející Galileovi, William Gilbert, kvantitativní postupy nepoužíval. (Galileův otec Vincenzo Galilei však prováděl experimenty, ve kterých objevil asi nejstarší známý nelineární fyzikální vztah – mezi napětím, frekvencí a délkou natažené struny). Galileo také přispěl k odmítnutí slepé důvěry k autoritám (např. církvi) nebo jiným myslitelům (jako Aristotelovi) ve věcech vědy a k oddělení vědy od filosofie a náboženství. To jsou hlavní důvody jeho označování jako „otce vědy“.
Ve 20. století někteří odborníci kriticky rozebrali opravdovost Galileiho experimentů, především významný francouzský historik vědy Alexandre Koyré. Experimenty popsané v Matematických rozpravách a pokusech (Discorsi e dimostrazioni matematiche, intorno à due nuove scienze), které sloužily k určení zákona pro zrychlení padajících těles, například vyžadovaly přesné měření času, což se zdálo být nemožným technologií roku 1600. Podle Koyrého byl zákon určen deduktivně a experimenty byly prováděny jen pro experimenty a aby zákon přibližně ilustrovaly.
Pozdější výzkum naproti tomu potvrdil platnost těchto experimentů. Experimenty s padajícími tělesy (konkrétně s valícími se koulemi) byly zopakovány metodami popsanými Galileem (Settle, 1961) a přesnost výsledků byla ve shodě s Galileovými zprávami. Pozdější výzkumy Galileových nepublikovaných pracovních zápisků z doby před rokem 1604 jasněji ukázaly reálnost experimentů a dokonce naznačily mezivýsledky, které vedly k odvození zákona obsahujícího kvadrát času (Drake, 1973).

## Astronomie

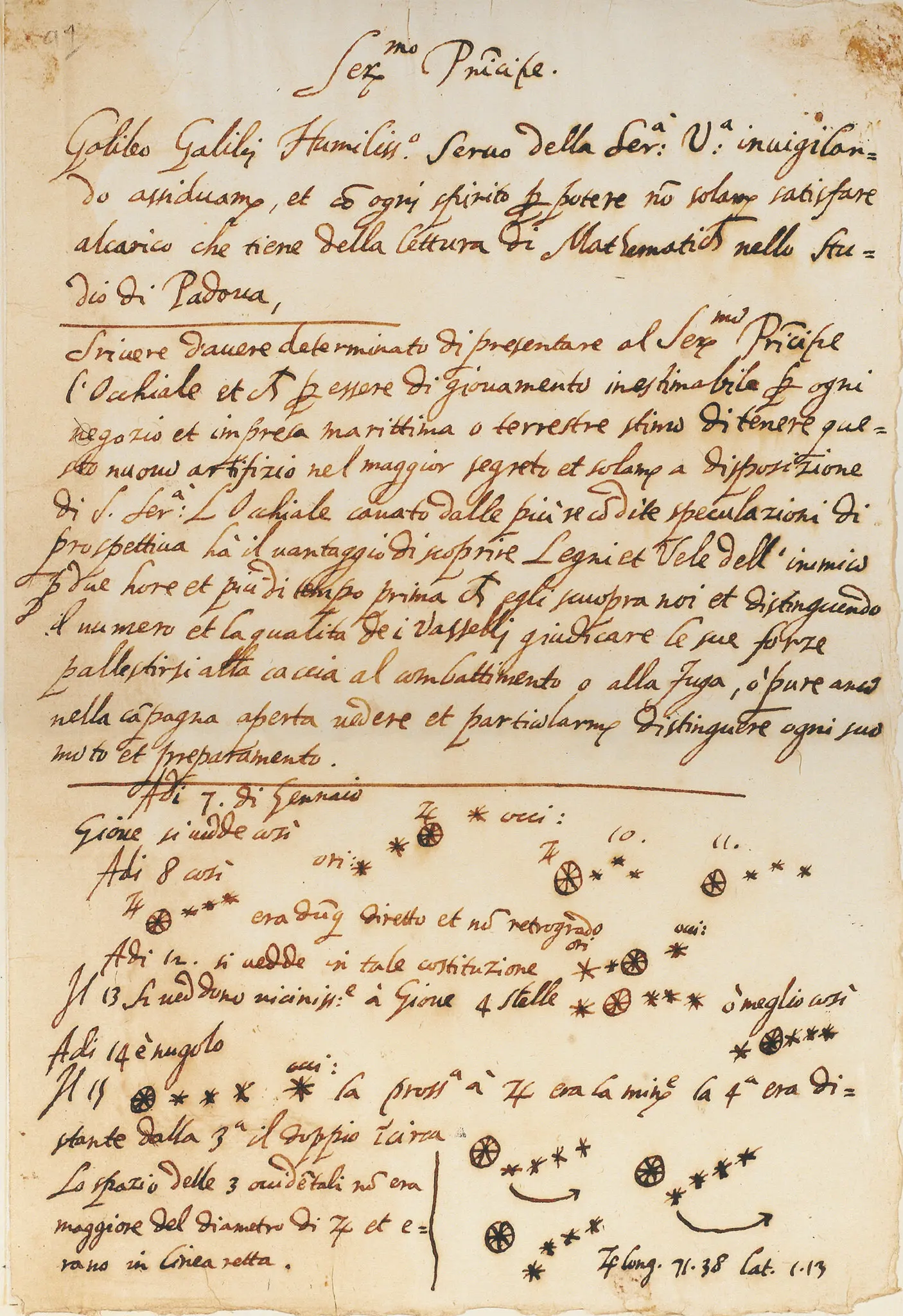
Na této straně Galileo poprvé zmínil pozorování měsíců Jupitera. Plný popis zveřejnil v březnu 1610 v publikaci Sidereus Nuncius

V roce 1600 byli astronomové zaměstnáni velkým sporem mezi Koperníkovým systémem (planety kroužící kolem Slunce) a geocentrickým systémem (planety a Slunce kroužící kolem Země). Roku 1604 oznámil Galileo svou podporu Koperníkově myšlenkové škole, scházely mu však prostředky k posílení svého úsudku.
Ačkoliv lidová představa o Galileovi vynalézajícím dalekohled není přesná, rozhodně byl prvním člověkem, který použil dalekohled k pozorování oblohy. Inspirován náčrtkovými popisy dalekohledů vynalezených v Nizozemí v roce 1608, vyrobil Galileo jeden přibližující 8×, poté vyráběl vylepšené modely přibližující až dvacetinásobně. Svůj první dalekohled demonstroval 25. srpna 1609 před benátskými zákonodárci. Jeho práce na tomto zařízení mu přinesla výnosný vztah s kupci, kteří jej shledali užitečným při námořním obchodu. Svá první teleskopická astronomická pozorování (včetně objevu Jupiterových měsíců) publikoval v březnu v krátkém pojednání nazvaném Sidereus Nuncius (Hvězdný posel), které vyšlo v tehdy vysokém nákladu 550 výtisků a bylo rozebráno za několik dnů.
7. ledna 1610 objevil Galileo Jupiterovy čtyři největší satelity (měsíce): Io, Europa, Ganymed a Callisto. (Tato jména jim však nedal on, ale německý astronom Simon Marius, který publikoval až o 4 roky později, ale dožadoval se prvenství). Určil, že tyto měsíce obíhají planetu, protože občas mizely; to připisoval jejich pohybu za Jupiterem. Tento objev přinesl Galileimu jmenování čestným profesorem na univerzitě v Pise a v Padově, kde působil, mu byl zvýšen plat s doživotní platností na 1 000 florinů. Další pozorování měsíců vykonal v roce 1620. (Astronomové později odmítli Galileovo pojmenování těchto těles, změnili jeho medicejské hvězdy na galileovské měsíce.) Ukázka planety, která má menší planety kolem ní obíhající, byla velmi problematická pro spořádaný a úplný obraz geocentrického modelu vesmíru, kde vše obíhá okolo Země.
Galileo zaznamenal, že Venuše vykazuje stejnou sadu fází jako Měsíc. Protože zdánlivá jasnost Venuše je přesto téměř konstantní, Galileo usoudil, že Venuše nemůže kroužit kolem Země v konstantní vzdálenosti. Naproti tomu v heliocentrickém modelu sluneční soustavy vytvořeném Koperníkem by se dala stálá jasnost elegantně vysvětlit tím, že ve chvíli „plné Venuše“ jsou obě planety od sebe mnohem dále, na protilehlých stranách Slunce, přičemž Venušina osvětlená polokoule je přivrácena k Zemi.
Galileo byl jedním z prvních Evropanů, kteří pozorovali sluneční skvrny, ačkoliv existují důkazy, že čínští astronomové tak činili již dříve. Právě existence slunečních skvrn ukázala další úskalí předpokladu dokonalosti nebes ze staré filosofie. A každoroční odchylky v jejich pohybech, kterých si poprvé všiml Francesco Sizzi, představovaly velké potíže ať už pro geocentrický systém tak i pro systém Tychona Brahe. Diskuse o prvenství objevu slunečních skvrn vedl k dlouhému a trpkému sporu s Christophem Scheinerem; ve skutečnosti zde existuje podezření, že je oba předběhl David Fabricius a jeho syn Johannes.
Jako první podal zprávu o měsíčních pohořích a kráterech, jejichž existenci vyvodil ze vzorů vymodelovaných světlem a stínem na měsíčním povrchu. Navíc z pozorování odhadl výšku pohoří. To ho vedlo k závěru, že Měsíc je „hrbolatý a nerovný stejně jako samotný povrch Země“ a není přesnou koulí, jak tvrdil Aristotelés.
Galileo pozoroval Mléčnou dráhu považovanou dosud za mrak a zjistil, že se skládá z velké spousty hvězd namačkaných na sebe tak těsně, že se ze Země jeví jako mrak. Lokalizoval také mnoho jiných hvězd příliš vzdálených, než aby byly viditelné pouhým okem.
Galileo na přelomu let 1612 a 1613 pozoroval také planetu Neptun, nevěnoval jí však žádnou pozornost; v jeho poznámkách se objevila jen jako mnoho jiných nezajímavých nejasných hvězd.

## Fyzika

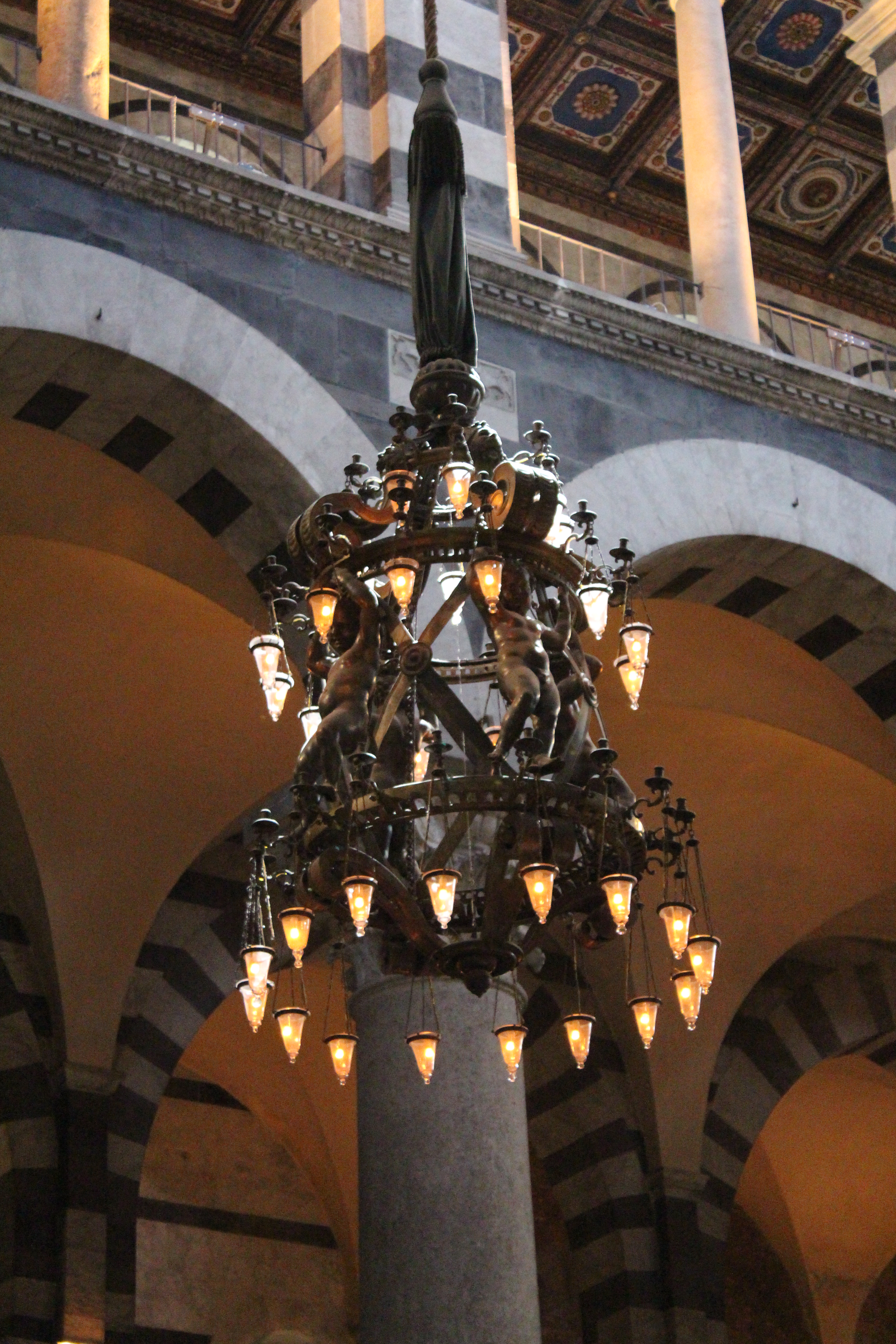
Galileova lampa v pisánském chrámu, podle legendy ji Galileo pozoroval pro popis kmitání kyvadla.

Galileova teoretická a experimentální práce o pohybech těles spolu s prakticky nezávislou prací Keplera a Reného Descarta byla předchůdcem klasické mechaniky vytvořené Isaacem Newtonem. Byl průkopníkem, přinejmenším v evropské tradici, v provádění pečlivých experimentů a v trvání na matematickém popisu přírodních zákonů.
Jedna z nejznámějších historek o Galileovi říká, že pouštěl koule o rozdílných hmotnostech z nakloněné věže v Pise, aby demonstroval, že rychlost jejich pádu je nezávislá na jejich hmotnosti (neuvažujeme-li omezený vliv odporu vzduchu). Tento výsledek odporoval Aristotelovu tvrzení, že těžší objekty padají rychleji než lehčí, v přímé úměře k jejich hmotnosti. Přestože se tento příběh objevil v jeho životopise sestaveném Galileovým žákem Vincenzem Vivianim, nyní se má za to, že není pravdivý, ale šlo o myšlenkový experiment. Nicméně Galileo skutečně prováděl experimenty včetně valení koulí dolů po nakloněné rovině, čímž dokazoval tutéž věc: padající nebo koulející se objekty (koulení je pomalejší verzí padání) se zrychlují nezávisle na jejich hmotnosti.
Určil správné matematické vyjádření zákona pro zrychlení: počínal-li pohyb z klidu, je celková uražená vzdálenost přímo úměrná čtverci času. (Tento zákon je považován za předchůdce mnoha pozdějších vědeckých zákonů vyjádřených matematickou formou). Usuzoval také, že objekty si udržují svou rychlost, dokud na ně nepůsobí síla, nebo častěji tření, čímž popřel uznávanou Aristotelovu hypotézu, že objekty přirozeně zpomalují a zastaví se, pokud na ně nepůsobí síla. Tento princip setrvačnosti přeformulovaný pak Descartem zahrnul Newton do svých zákonů pohybu (1. zákon).
Pro rozvoj mechaniky, tedy možnosti matematicky popsat pohyb, byl důležitý Galileiův koncept inerciální vztažné soustavy. To je soustava objektů (těles), která nepodléhá zrychlení. Galileiho princip relativity říká, že ve všech inerciálních vztažných soustavách se uplatňují stejné zákony pohybu. Pro převod mezi těmito soustavami se používají Galileovy transformace. To tvořilo základ pro klasickou neboli newtonovskou mechaniku. Teprve počátkem 20. století, v souvislosti poznatky elektromagnetismu a pro velmi vysoké rychlosti a hmotnosti, došlo k revizi a doplnění Galileiho na Einsteinův princip relativity a obecný princip relativity.
Galileo také zaznamenal, že kmity kyvadla vždy trvají stejný časový úsek, nezávisle na amplitudě výchylky. I když Galileo věřil, že rovnost periody je přesná, tento vztah platí pouze přibližně pro malé výchylky. Lze to však dobře využít k usměrňování hodinových impulsů, což si Galileo jako první uvědomil. (Viz Technologie níže).
Na počátku prvního desetiletí 17. století zkusil Galileo se svým asistentem změřit rychlost světla. Stáli na dvou různých kopcích a každý držel lucernu s okenicemi. Když Galileo otevřel svou okenici, měl jeho asistent, jakmile uvidí záblesk, otevřít svou okenici. Na vzdálenost menší než míli Galileo nezjistil rozdíl větší než chyba měření oproti případu, kdy on a jeho asistent byli pouze několik yardů vzdáleni. Neučinil předčasný závěr, že se světlo šíří okamžitě, raději uznal, že vzdálenost mezi kopci byla asi příliš malá pro dobré měření.

## Technologie
Galileo se v několika případech podílel na tom, co se k odlišení od „čisté fyziky“ nazývá „technologií“, a inspiroval ostatní. Není to tentýž význam, jaký používal Aristotelés, který by považoval všechnu Galileovu fyziku za techne neboli užitečnou znalost, oproti episteme neboli filosofickému zkoumání příčin věcí.
V letech 1595–1598 Galileo vynalezl a zdokonalil „geometrický a vojenský kompas“ vhodný pro dělostřelce a zeměměřiče. Rozšířil tím dřívější přístroje navržené Niccolou Tartagliou a Guidobaldim del Monte. Dělostřelcům nabídl, kromě nové a bezpečnější cesty přesného zvedání kanónů, také způsob rychlého spočítání náplně střelného prachu pro dělové koule různých velikostí a materiálů. Jeho geometrické pomůcky umožnily konstrukci libovolného pravidelného mnohoúhelníku, výpočet povrchu libovolného mnohoúhelníku nebo kruhové výseče a mnoho dalších výpočtů.
Někdy mezi lety 1606–1607 (nebo možná dříve, jiný zdroj uvádí 1597) vyrobil Galileo teploměr, využiv expanze a kontrakce bubliny vzduchu k pohybu vodního sloupce v připojené trubici.
Roku 1610 použil dalekohledu jako složeného mikroskopu a od roku 1623 vyráběl vylepšené mikroskopy. Zdá se, že jeho počin byl prvním dokumentovaným užitím složeného mikroskopu.
V roce 1612, když určil doby oběhů Jupiterových satelitů, Galileo navrhl, že s dostatečně přesnou znalostí jejich oběžných drah je možné užít jejich pozice jako vesmírných hodin, což mělo umožnit určení zeměpisné délky. Na tomto problému z času na čas pracoval až do konce svého života; praktické problémy byly stále příliš vážné. Metodu poprvé úspěšně použil Giovanni Domenico Cassini v roce 1681 a později byla široce využívána v kartografii; první praktickou metodou pro navigaci byl chronometr Johna Harrisona.
V posledním roce svého života, už úplně slepý, navrhl krokové ústrojí kyvadlových hodin. První plně funkční kyvadlové hodiny vytvořil Christiaan Huygens v padesátých letech 17. století.
Vytvořil skici mnoha dalších vynálezů, jako například kombinaci svíčky a zrcadla k odrážení světla po budovách, automatický sběrač rajčat, kapesní hřeben sloužící zároveň jako jídelní příbor a to, co nyní nazýváme kuličkovým perem.

## Spory s církví

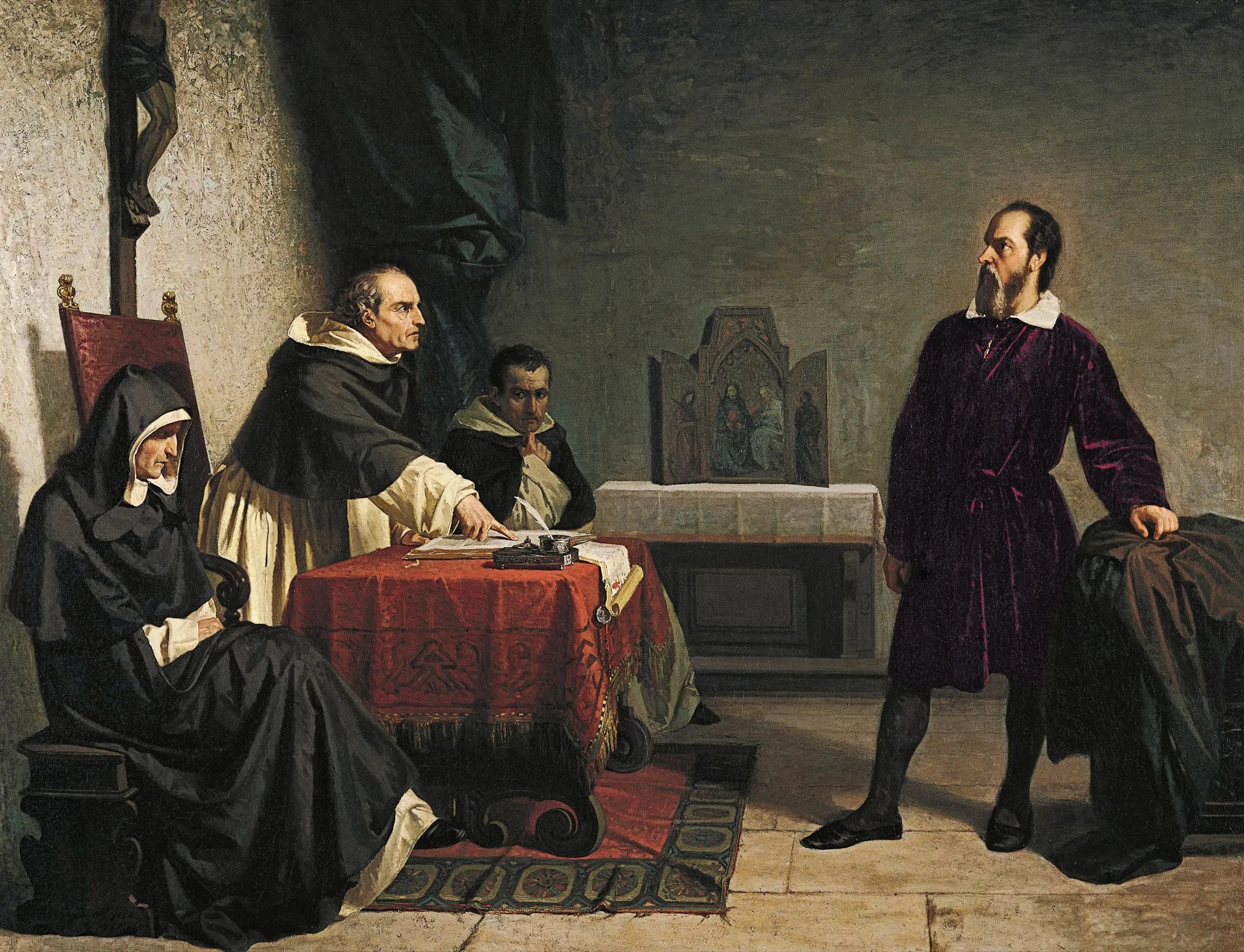
Malba Cristiana Bantiho z roku 1857 Galileo čelí římské inkvizici

Galileovy spisy o koperníkovském heliocentrismu pobouřily některé představitele katolické církve, kteří věřili v geocentrický model sluneční soustavy. Někteří argumentovali, že heliocentrismus je v přímém rozporu s biblí, přinejmenším jak byla interpretována církevními Otci, a s vysoce ceněnými starými spisy Aristotela a Platóna.

### Předmět sporu
Aristotelovská fyzika byla založena na čtyřech živlech (země, vody, vzduchu a ohně), z nichž se vše skládá. Rozlišovala pohyb na přirozený, který je daný složením tělesa (těžké živly směrem dolů a lehké nahoru), a nepřirozený, způsobený vnější silou. Setrvačný pohyb nějaké smysluplnější vysvětlení postrádal. Nebeská tělesa, která žádný z těchto pohybů nevykazovala tedy byla považována za cosi zvláštního, co se řídí vlastními zákony, odlišnými od těch na Zemi. Jevy se dělily na sublunární a nadlunární. Z toho tedy vycházel aristotelovsko-ptolemaiovský geocentrický model. Tyto představy v povědomí lidí stále přetrvávaly, ač během středověku již našly i své odpůrce (Jean Buridan, Mikuláš Oresme).
Spor se tedy z počátku odehrával mezi starou (aristotelovskou) koncepcí a novou, která tvrdila, že pohyby nebeských těles jsou řízeny stejnými fyzikálními zákony, jaké platí i na Zemi. Stojí za zmínku, že některé Galileovy názory byly publikovány i dlouho před ním. Buridan (asi 1300–1358) hájil zákon setrvačnosti a oponoval tím stoupencům aristotelovské koncepce. Oresme (asi 1325–1382) cca 170 let před Koperníkem uvažoval o oběhu Země kolem Slunce a objevil zákon volného pádu. S Buridanem odmítali také rozdělování na sublunární a nadlunární sféru. Albert Veliký (asi 1206–1280) radil nespoléhat na výroky vědeckých autorit (Aristotela), ale ověřovat pomocí experimentů. Tomáš Akvinský se nebránil odlišnému pojetí sluneční soustavy, ale k hodnocení domněnek vyžadoval souhlas s pozorováním. Ač se s problémy s některými církevními představiteli setkávali také, rozhodně ne v takové míře jako Galilei. Na rozdíl od nich však Galilei psal některá svá díla i v italštině, čímž se tato díla dostávala mimo úzký okruh vzdělanců, kde vedla ke špatným interpretacím. Teologové se tak mohli obávat i toho, že – v důsledku zaměňování „nebe“ ve významu astronomickém a náboženském – může být podkopána víra v řadách nevzdělaného lidu.
Nakonec se spor zaměřil na otázku zemské rotace. Galilei se ji v Dialogu o dvou největších systémech světa snažil vyvodit z existence slapových jevů. V tom se však zmýlil. Kardinál Bellarmino v roce 1615 Galileovi řekl, že pokud by se jeho názor ukázal jako správný, musel by se opustit stávající výklad biblických pasáží obsahujících výroky o pohybu Slunce na obloze. Nicméně dokud přesvědčivý důkaz chyběl, trval na držení se stávajícího pojetí. V dopise karmelitánu Foscarinimu, který zastával Galileiho pozice a obhajoval je z teologického hlediska, Belarmini připomíná, že heliocentrismus je zatím pouhou hypotézou, pokusem jak vysvětlit určité fenomény. Proto je třeba o ní mluvit jako o hypotéze a ve sporných případech dát přednost Písmu. Pokud by se skutečně prokázala platnost této hypotézy, pak budou teologové vyzváni k reinterpretaci toho, co bylo do té doby pokládáno za učení bible.[zdroj⁠?!] Bellarmino se tedy (na rozdíl od mnoha jiných) nedomníval, že by nehybnost Země byla součástí víry. Na základě vědeckého důkazu byl ochoten od ní upustit. (Oresme již ve 14. století tvrdil, že rotaci Země nelze ani vyvrátit, ani dokázat, a to ani z bible, ani pozorováním.) Galilei v dopise z roku 1613 zase vyzývá k opatrnosti v interpretaci Písma ohledně přírodovědeckých otázek, protože je psáno neodborným jazykem. Na jedné straně Galilei považoval za důkaz něco, co důkazem nebylo a na druhé straně mnozí teologové chápali rotaci Země jako tvrzení odporující Písmu, ačkoliv odporovala především konvenčnímu chápání přírodních jevů, jak je formulovala aristotelovská fyzika.
Situaci značně zkomplikovala i pozorování, která provedl Tycho Brahe (ten heliocentrismus odmítl), nasvědčující necyklickým dráhám komet, což bylo v rozporu s cyklickými drahami heliocentrického modelu. Galilei se snažil komety vysvětlit jako optické klamy vzniklé v atmosféře. Na rozdíl od Keplera Galilei eliptické dráhy nepřijal.
Existuje i názor, že v případu Galilea nejde ani tak o spor mezi náboženstvím a vědou, ale spíše o nedorozumění v tom, co spadá do kompetence přírodních věd a co do kompetence teologie.
Že mezi přírodními vědami a náboženstvím nemůže být rozpor tvrdil i Francis Bacon, který je považován za jednoho z tvůrců vědecké metody: 
| „ | Kapka vědy způsobuje nevíru. Celý pohár přivádí ke zbožnosti. | “ |

[zdroj⁠?!]

### Historický vývoj sporu
V době sporů se katolická církev z velké části vzdala Ptolemaiova modelu ve prospěch modelu Tychona Brahe, ve kterém stojí Země ve středu vesmíru, Slunce se otáčí kolem Země a ostatní planety krouží kolem Slunce. Tento model byl geometricky ekvivalentní Koperníkově modelu a měl další výhodu, že nepředpokládal paralaxu hvězd, kterýžto efekt nebylo možno zjistit tehdejšími prostředky. Z pohledu Tychonova a jiných vysvětloval tento model tehdejší pozorování lépe než geocentrický model. (Tento závěr by byl správný, nicméně pouze za předpokladu, že nebyl pominut žádný velmi malý jev: jako například to, že tehdejší přístroje nebyly zcela přesné, nebo to, že by vesmír mohl být mnohem větší, než se v té době předpokládalo. Až do pozdější doby byla víra ve věčný a nekonečný vesmír součástí kacířských myšlenek <panteismus>, za které byl upálen na hranici v roce 1600 Giordano Bruno.)
Pochopení tohoto sporu, pokud je vůbec možné, vyžaduje věnování pozornosti ne pouze politice náboženských organizací, ale také politice akademicko-filosofických organizací.
V roce 1611 byl Galilei slavnostně přijat Římským kolegiem, kde se nacházela jezuitská observatoř. Vedl disputaci a předložil výsledky svého pozorování, které byly zčásti přijaty, další část byla odmítnuta pro jejich neprůkaznost. Tato disputace se odehrála zcela na vědecké úrovni. Problémy začaly až dva roky poté, kdy Galilea obvinili dva dominikánští kazatelé, že jeho heliocentrická teorie přímo odporuje bibli. Galileo se bránil a v písemné obhajobě adresované svému spolupracovníkovi formuloval metodu výkladu Písma: dojde-li ke střetu mezi doslovnou výpovědí bible a vědeckými závěry, musí ustoupit doslovná interpretace bible jistotě rozumu. Takto Galileo převrátil metodu používanou teology: ti naopak ve sporných otázkách dávali přednost doslovnému výkladu bible. Před Galileovými problémy s jezuity a s dominikánským mnichem Caccinim, který jej kritizoval z kazatelny, slyšel jeho zaměstnavatel, jak je proklínán za protiřečení Písmu svatému profesorem filosofie Cosimem Boscagliou, který nebyl ani teologem ani knězem. Prvním, kdo se Galilea zastal, byl benediktinský opat Benedetto Castelli (Castelli zůstal Galileovým přítelem, navštěvoval ho v Arcetri na sklonku Galileiho života, po měsících úsilí k získání povolení od inkvizice, aby tak vůbec mohl činit[zdroj?]), který byl také profesorem matematiky a bývalým Galileovým žákem. Na oplátku mu Galileo napsal Dopis velkovévodkyni Kristině. Zde už vyjadřoval svou nelibost nad nekompetentností teologů v oblasti astronomie. Popuzení odpůrci na nic nečekali a udali ho Římské inkvizici.
Otec Lorini dokazoval, že Galileiho doktrína není jen kacířská ale „ateistická,“ a naléhavě se dožadoval intervence inkvizice.[zdroj?] Fiesolský biskup ve vzteku vykřikoval proti koperníkovskému systému, veřejně urážel Galilea a pomlouval ho u velkovévody.[zdroj?] Arcibiskup Pisy tajně přikázal najít a chytit Galilea a předvést ho před inkvizici v Římě.[zdroj?] Arcibiskup Florencie formálně odsoudil nové nauky jako nebiblické;[zdroj?] a papež Pavel V., zatímco objímal Galilea a zval ho jako největšího astronoma světa na návštěvu Říma, tajně poslal arcibiskupa Pisy, aby posbíral důkazy proti němu.[zdroj?] Galileo měl však v řadách církve i své příznivce – benediktýna Castelliho a např. ještě karmelitána Foscariniho, který se snažil jeho teze obhajovat z hlediska teologického.
Hlavním oponentem však byl kardinál Roberto Bellarmino, jeden z největších teologů tehdejší doby. Byl svědomitý, upřímný a vzdělaný, trval však na tom, aby se drželo starého modelu, dokud není ten nový dostatečně prokázán. Bellarmino na rozdíl od mnoha jeho kolegů nelpěl na tom, že nehybnost Země je otázkou víry. Velké množství ostatních teologů však bylo odlišného názoru. Otec Lecazre vyhlásil, že „to vrhá podezření na dogma o vtělení“.[zdroj?] Jiní prohlašovali: „To uráží samé základy teologie. Pokud je Země planetou a jen jednou mezi několika planetami, není možné, aby žádná z těch velkých věcí byla dělána čistě jen pro ni, jak křesťanství učí. Pokud jsou zde jiné planety a protože Bůh nedělá nic nadarmo, musí být obydlené; a jsou jejich obyvatelé potomky Adamovými? Jak mohou odvozovat svůj původ z Noemovy archy? Jak mohou být vykoupeni Spasitelem?“[zdroj?] Ačkoliv tohoto argumentu používali především katoličtí teologové, protestant Melanchthon jej již použil při jeho útocích na Koperníka a jeho školu.

#### První proces
Po nařčeních se Galileo optimisticky vydal (maje mezi jezuity pověst seriózního vědce) bránit své postoje, ale v Římě byla odmítnuta jakákoliv disputace. Jeho tvrzení o sluneční soustavě byla 24. února 1616 odmítnuta jako absurdní a jejich propagování zakázáno. Galileia varovali, aby neschvaloval ani nebránil hypotézu obsaženou v Koperníkově spisu O obězích sfér nebeských (De revolutionibus orbium coelestium); předmětem debat bylo však také to, aby byl srozuměn s tím, že nemá heliocentrickou teorii „učit žádným způsobem“. Když to Galileo v roce 1633 zkusil, inkvizice zahájila soudní při s tím, že mu bylo přikázáno neučit ji vůbec, založenou na listině se záznamy z roku 1616, Galileo však dodal dopis od kardinála Ballarmina, který obsahoval pouze příkaz „neschvalovat ani nebránit“. Listina byla psána Bellarmineho vlastní rukou a nepochybně autentická; listina se záznamy však byla jen nepodepsanou kopií, což porušovalo vlastní pravidlo inkvizice, že záznamy o takových varováních musí být podepsány všemi stranami a notářsky zaznamenány. Necháme-li stranou technická pravidla evidence, co lze pokládat za reálné události? Existují na to dva názory. Podle Stillmana Drakea byl příkaz neučit doručen neoficiálně a nesprávně; Bellarmino nedovolil, aby byl vytvořen formální záznam o jeho doručení a Galileiho v dopise ujistil, že jediný příkaz, který vstoupil v platnost byl „neschvalovat ani nebránit.“ Naproti tomu podle Giorgio di Santillana byl nepodepsaný záznam jednoduše falsifikátem vyrobeným inkvizicí.

#### Změna papeže aDialogy o dvou největších systémech světa
V roce 1623 zemřel papež Řehoř XV. a Galileův blízký přítel Maffeo Barberini se stal papežem Urbanem VIII. Nový papež dal Galileovi vágní svolení ignorovat zákaz a napsat knihu o svých názorech, i když stále nesměl otevřeně tuto teorii podporovat. Galileo souhlasil a napsal své mistrovské dílo, Dialogy o dvou největších systémech světa (Dialogo sopra i due massimi sistemi del mondo) (často zkracováno jako Dialogy). Zaměřil se na argumentaci mezi dvěma intelektuály, jedním geocentrickým, druhým heliocentrickým a laikem, neutrálním, ale jevícím zájem. Ačkoliv byla kniha prezentována z hlediska pohledu církve, geocentrik byl vykreslen hloupě, zatímco heliocentrikovy argumenty často dominovaly a na konci přesvědčily i neutrálního účastníka sporu.

#### Druhý proces
Dialogy byly publikovány v roce 1632 se souhlasem katolických cenzorů. Intelektuálové jim tleskali, z církevního tábora se však vzedmul odpor. Navzdory Galileovu neustávajícímu trvání na tom, že jeho práce v této oblasti byla čistě teoretická, navzdory jeho přesnému dodržování církevního protokolu pro publikování svých prací (což zahrnovalo prvotní prozkoumání církevními cenzory a následnou žádost) a navzdory jeho těsnému přátelství s papežem (který předsedal řádům), byl Galileo roku 1633 předvolán před tribunál římské inkvizice.
Inkvizice zamítla počáteční Galileovy prosby odložit nebo přeložit proces pro jeho podlomené zdraví.[zdroj?] Na zasedání předsedané papežem Urbanem VIII. se inkvizice rozhodla informovat Galileiho, že buďto přijde do Říma nebo bude zatčen a dopraven tam v řetězech. Galileo dorazil do Říma před inkviziční tribunál 13. února 1633. Po dvoutýdenní karanténě byl Galileo držen v pohodlné rezidenci toskánského velvyslance jako projev přízně vlivného velkovévody Ferdinanda II. Medici. Když velvyslanec oznámil Galileův příchod a ptal se, jak dlouho by mělo trvat soudní řízení, papež odpověděl, že Svatý stolec postupuje pomalu, a že je stále v procesu příprav na zahájení formálního jednání.[zdroj?] Poté, co se podrobil naléhavým žádostem inkvizice, že se musí do Říma dostavit okamžitě, musel Galileo čekat téměř dva měsíce, než soudní řízení vůbec mohlo začít.
Dne 12. dubna 1633 byl Galileo předveden před tribunál a formální výslech vedený inkvizicí začal. Během tohoto výslechu Galileo uváděl, že neobhajoval Koperníkovu teorii a citoval dopis kardinála Bellarmina z roku 1615, aby podpořil toto tvrzení. Inkvizice se ho dotázala, zdali mu nebylo přikázáno v roce 1616, aby neučil koperníkovské myšlenky žádným způsobem (jak bylo popsáno výše); on odpověděl, že si žádný takový příkaz nepamatuje a předložil dopis od Bellarmina, podle něhož nesmí zastávat ani obhajovat tyto myšlenky.
Poté byl držen 18 dní v místnosti inkvizičního úřadu (nikoliv ve vězeňské cele). V této době jej několikrát navštívil hlavní komisař inkvizice Vincenzo (pozdější kardinál) Maculani s nabídkou dohody o přiznání se k vině, přesvědčoval Galilea, aby uznal, že při psaní knihy zašel příliš daleko. Při druhém slyšení 30. dubna Galileo uznal, že pochybil při psaní této knihy, kvůli svým marnivým ambicím, nepochopení a nepozornosti. Poté mu byl umožněn návrat do rezidence toskánského velvyslance. 10. května odevzdal svoji psanou obhajobu, ve které se brání proti obvinění z porušování církevního příkazu, uznává, že pochybil pýchou při psaní své knihy, a prosí o prominutí trestu kvůli svému věku a podlomenému zdraví.
O měsíc později (21. června), byl na příkaz papeže podroben zkoumání záměrů, formálnímu procesu zahrnujícímu ukazování nástrojů mučení obviněnému. Při tomto procesu řekl, „Jsem zde, abych byl poslušný, ale já nezastával koperníkovské názory poté, co bylo rozhodnutí učiněno, jak jsem již řekl.“
Dne 22. června 1633 inkvizice konala závěrečné slyšení Galilea, jemuž bylo tehdy 69 let a žádal o slitování s poukazem na svůj „politovánihodný stav tělesné indispozice.“[zdroj?] Vyhrožováním mučením, vězněním a smrtí na hranici donutil demonstrační proces Galilea „odvolat, zatratit a zošklivit si“ svou práci a slíbit, že odsoudí jiné, kteří budou zastávat jeho předchozí pohled. Galileo udělal vše, co po něm církev žádala a dodržel tak (nakolik jen můžeme říct) dohodu o přiznání viny uzavřenou před dvěma měsíci. Byl odsouzen a potrestán doživotním vězením.
Ačkoliv v případu zasedalo 10 kardinálů inkvizitorů, rozsudek vynesený 22. června nesl podpisy jen sedmi z nich; jedním ze tří chybějících byl kardinál Barberini, papežův synovec. Obecně se má za to, že to znamená, že odmítl podporovat rozsudek. Sedm, kteří podepsali, byli ti, kteří byli přítomni v den procesu; nicméně kardinálové Barberini a Borgia byli ten den na audienci u papeže. Analýza záznamů inkvizice ukázala, že přítomnost pouze sedmi z deseti kardinálů nebyla výjimečná, proto lze zpochybnit závěr, že Barberini protestoval proti rozsudku.
Hrozba mučením a smrtí, které byl Galileo vystaven, byla církví již vykonána v dřívějším procesu proti Giordanu Brunovi, který shořel na hranici v roce 1600, protože zastával panteistické a dokétistické pozice.
Já, Galileo (...), osobně přítomný před tímto tribunálem, poklekaje před Vámi, velice důstojní a ctihodní kardinálové (...), přísahám, že jsem vždy věřil, že věřím nyní a že s pomocí Boží budu i nadále v budoucnosti věřit ve vše, co zastává jako pravé, co káže a učí svatá církev katolická a apoštolská.
– Vzhledem k tomu, že toto Svaté oficium mně právní cestou nařídilo zanechat pomýleného názoru, podle něhož je Slunce ve středu světa a je nehybné, zatímco Země není ve středu světa a pohybuje se;
– vzhledem k tomu, že jsem nesměl zastávat, obhajovat ani učit jakkoliv, ať ústně nebo písmem, řečené pomýlené učení poté, kdy mi bylo označeno jako protivící se Písmu svatému;
– vzhledem k tomu, že jsem napsal a dal vytisknout knihu, v níž pojednávám o témž již odsouzeném názoru, přinášeje v ní názory, jež jsou mu velmi účinně prospěšné (...), byl jsem odsouzen jako nanejvýš podezřelý z kacířství, to jest jako člověk zastávající názor a věřící, že Slunce je ve středu světa a je nehybné a že Země není ve středu světa a že se pohybuje.
Proto, chtěje zprostit mysl Vašich Eminencí a všech věrných křesťanů tohoto velikého podezření spravedlivě proti mně pojatého, přicházím s upřímným srdcem a nepředstíranou vírou zříci se shora uvedených bludů a kacířství a všeobecně každého bludu, kacířství a sektářství, jež se protiví církvi svaté, proklít je a opovrhnout jimi. A přísahám, že v budoucnu neřeknu ani nikdy nebudu více tvrdit, ani ústně, ani písmem, věci, které by mě z toho mohly učinit podezřelým.
Kdybych poznal nějakého kacíře nebo z kacířství podezřelého, oznámím ho Svatému oficiu nebo inkvizitorovi místa, kde se budu nacházet. (...)
Já, Galileo, jsem odvolal, jak je shora uvedeno, a podepsal vlastní rukou.
Galileo Galilei, Odvolání bludů, které pronesl 22. 6. 1633 před inkvizičním tribunálem (výňatky)

#### Výsledek procesu
Galileo byl odsouzen k žaláři, pro jeho vysoký věk (a/nebo kvůli církevní politice) byl rozsudek změněn na domácí vězení v jeho vilách v Arcetri a ve Florencii. Pro bolestivou kýlu žádal o dovolení poradit se s lékaři ve Florencii, což bylo v Římě odmítnuto a byl varován, že podobné žádosti mohou vést k uvěznění. V domácím vězení byl nucen pravidelně recitovat kající žalmy. I nadále na něho byl vyvíjen morální nátlak, návštěvy směl přijímat jen s církevním svolením a musel se obávat toho, aby jeho myšlenky nepronikly mimo úzký okruh jeho žáků.
Rozsudek měl na veřejnost katolických zemí nedozírný vliv. Řada vědců, aby se vyhnula konfliktu s učenou církevní autoritou, se zejména v Itálii obrátila k méně kontroverznímu speciálnímu vědeckému výzkumu. To učinil i Galileo, po svém odsouzení se soustředil na problémy mechaniky, resp. kinematiky; tyto výzkumy mu byly povoleny. Také ve Francii René Descartes pod vlivem Galileiho odsouzení upustil od zveřejnění svého spisu Le Monde [O světě], neboť v tomto spisu zastával nauku o pohybu Země kolem Slunce, přičemž tuto nauku považoval za integrální součást své koncepce.
Publikace byly další věcí. Galileovy Dialogy byly v roce 1634 zařazeny na Index librorum prohibitorum, oficiální seznam zakázaných knih. Ačkoliv rozsudek vynesený proti Galileimu neuváděl další knihy, Galileo o dva roky později zjistil, že jakékoliv publikace o čemkoliv, co kdy napsal, byly tiše zakázány.[zdroj?] Zákaz byl striktně uplatňován ve Francii, Polsku a německých státech, ale nikoliv například v Nizozemí. Galileovy Dialogy jsou uvedeny ještě ve vydání Indexu zakázaných knih z roku 1834. Církev však postupně uvolňovala zákaz šíření Koperníkovy teorie, v roce 1820 připustila i její šíření tiskem a roku 1835 vyškrtla Galileův spis z Indexu.

##### Galileovo dožití

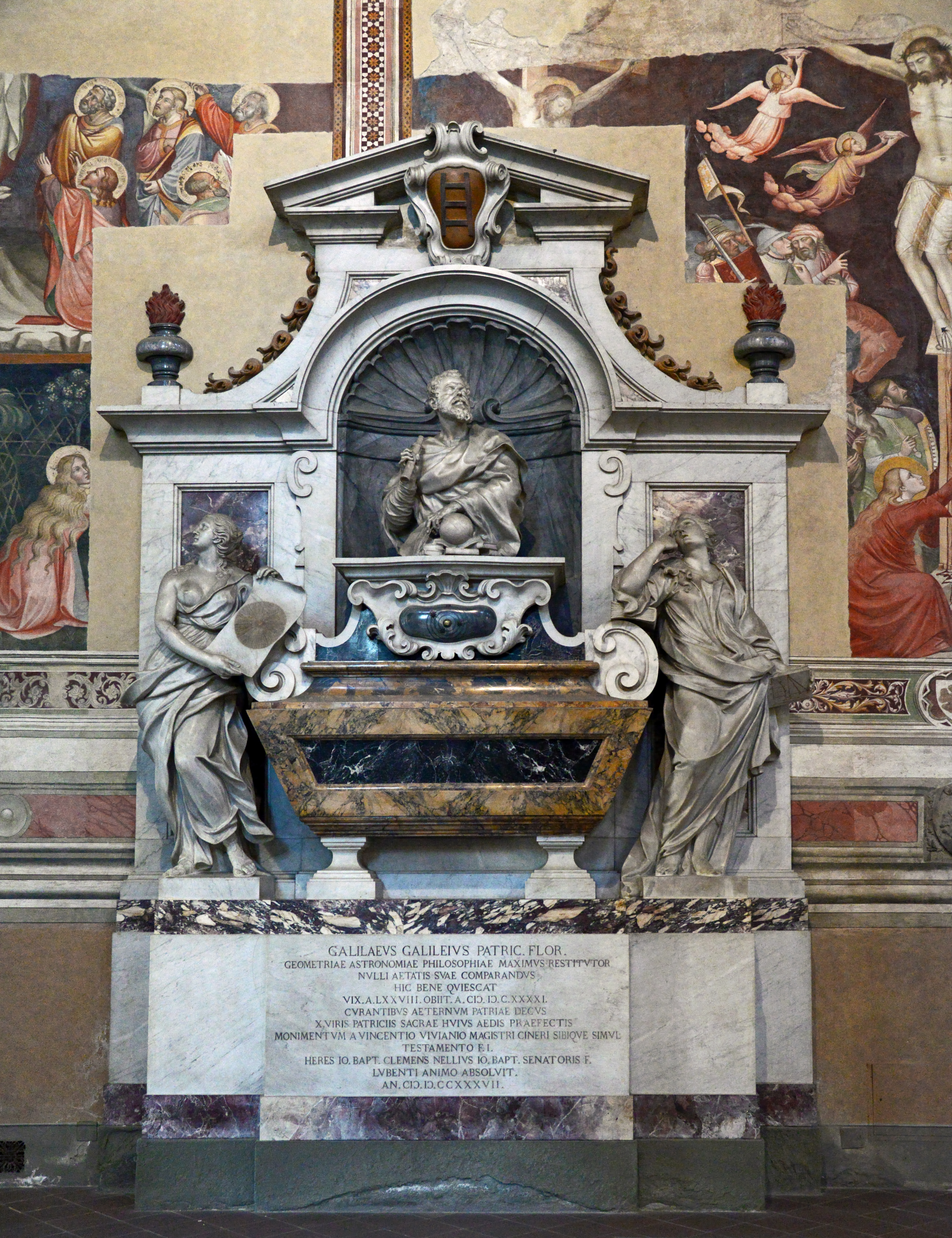
Galileova hrobka v bazilice Santa Croce ve Florencii

Ač stále v domácím vězení, Galileo se mohl v roce 1638 přestěhovat do svého domu poblíž Florencie. Ačkoliv byl již zcela slepý, pokračoval v učení a psaní. Zemřel ve své vile v Arcetri, severně od Florencie, v roce 1642.

#### Rehabilitace v roce 1992
V roce 1992, 359 let po Galileově procesu, vydal papež Jan Pavel II. omluvu, v níž ruší výnos inkvizice proti Galileovi: „Galileo pociťoval ve svých vědeckých výzkumech přítomnost Stvořitele, který podnítil hloubku jeho ducha, povzbuzoval ho, předesílal a podporoval jeho intuice.“ Dále se o něm vyjadřuje, že „… Galileo, upřímný věřící, se ukázal z tohoto pohledu popisu vědeckých a biblických pravd mnohem citlivější než teologové, kteří stáli proti němu.“ Současný pohled na vědu z hlediska katolické církve ilustruje dokument Druhého vatikánského koncilu Gaudium et spes, kde se píše: „Když se provádí metodické bádání ve všech vědních oborech skutečně vědecky a podle mravních zásad, nebude nikdy ve skutečném rozporu s vírou, protože věci světské i věci víry pocházejí od jednoho a téhož Boha.“

### Přetrvávající nejasnosti
Některá místa sporu stále čekají na objasnění. Nejasností je, zda nepodepsané a nedatované rozhodnutí, spadající údajně do doby prvního inkvizičního procesu v roce 1616, které zakazuje Galileovi šíření Koperníkovy teorie, je pravé, či se jedná o podvrh, vzhledem k tomu, že dokument postrádá jakékoliv datování i podpis autority. Dále co se stalo na oné tajné schůzce během druhého procesu, která vyústila v Galileiho přiznání.
Italský historik Pietro Redondi, který zkoumal materiál Galileiho případu ve Vatikánském archivu, přišel v roce 1983 s novou teorií. Objevil totiž spis, který vinil Galileiho z hereze proti dogmatu transsubstanciace. Jeho kniha Il Saggiatore rozvíjí totiž teorii, která je neslučitelná s učením o eucharistii. Italský historik se domnívá, že inkviziční proces z roku 1633 je jen rouškou, aby odvrátil pozornost od hlubšího problému. Galileo je odsouzen jen za neposlušnost. V případě obžalování z hereze proti eucharistii by takřka jistě přišel o život. Pravděpodobnost této teorie je dosud předmětem bádání, faktem zůstává, že by osvětlila některé nesrovnalosti v procesu.

## Věta „A přece se točí!“
Příběh, že Galileo, když se po odvolání zvedl z kolen, řekl „Přece se točí!“ (Eppur si muove!) nemůže být pravda; říct něco takového před úředníky inkvizice by znamenalo takřka jistě rozsudek smrti. Rozšířená domněnka, že celý incident si vymyslel až roku 1757 novinář Giuseppe Barreti, je však také falešná. Španělské plátno, datované někdy mezi léta 1643 a 1645, zobrazuje Galilea zapisujícího tuto frázi na zeď vězeňské cely. Tady tedy máme druhou verzi této historky, která také nemůže být pravda, neboť Galileo nebyl nikdy ve vězení; malba však ukazuje stejný příběh „Eppur si muove“, který koloval už od Galileových časů. Další verze se domnívá, že Galileo pronesl tuto větu před arcibiskupem Ascaniem Piccolominim ze Sieny, vzdělaným mužem a sympatizujícím hostitelem, u něhož bydlel v měsících bezprostředně následujících po svém odsouzení. Galileo prý pronesl tuto poznámku před arcibiskupem, který nejspíš napsal své rodině o této příhodě, která byla později stálým převypravováním překroucena.

## Galileova rodina

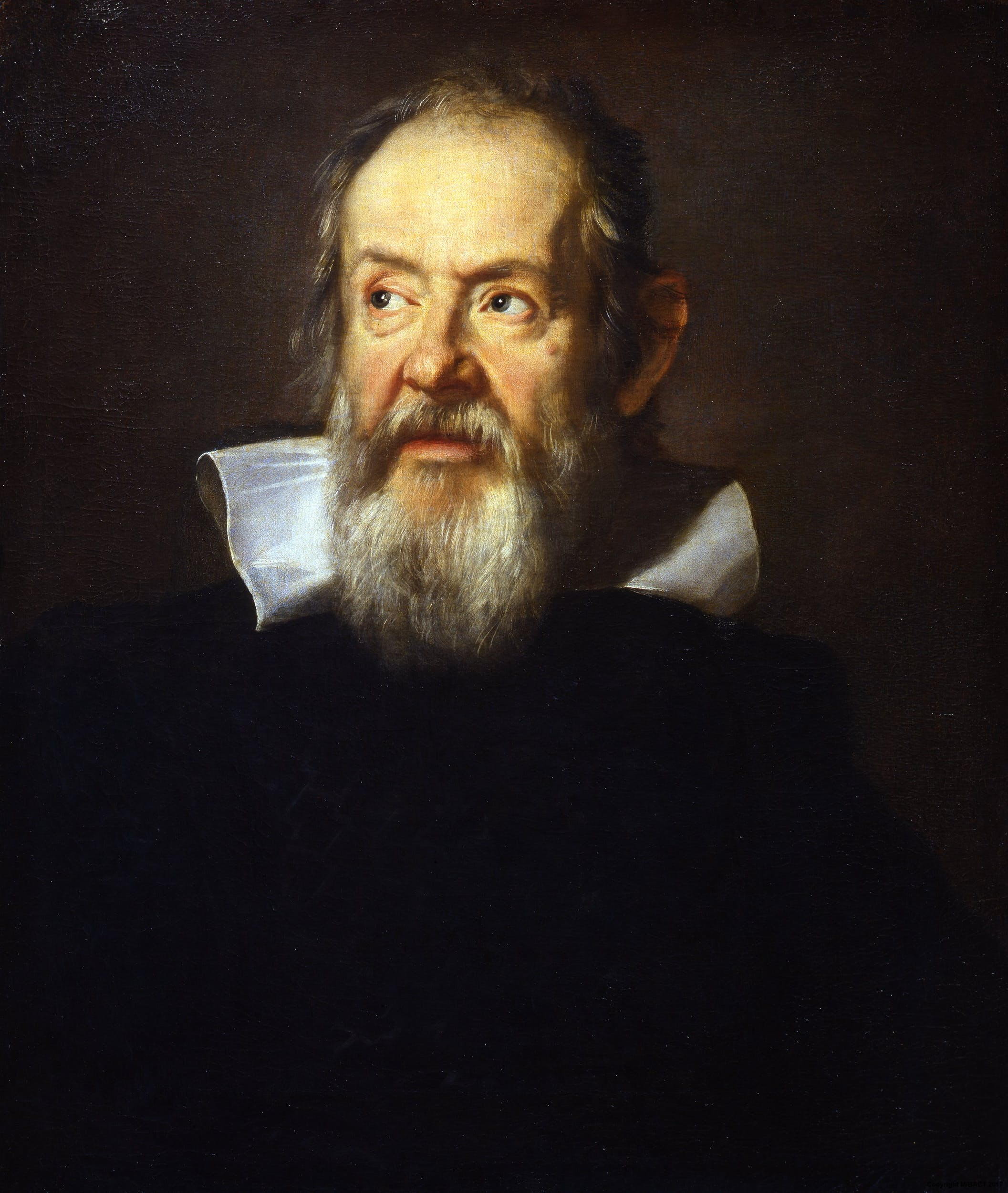
Galileo Galilei (Justus Suttermans, 1635)

Ačkoliv byl upřímným katolíkem, Galileo byl otcem tří dětí mimo manželství. Všechno to byly děti Galilea a Mariny Gamby.
- Virginia (narozená 1600, přijala jméno Maria Celeste), Galileovo nejstarší dítě a jeho nejmilovanější, zdědila otcovu pronikavou mysl.
- Livia
- Vincenzio

## Galileova díla
- 1610 Hvězdný posel (Sidereus Nuncius)
- 1615 Dopis velkovévodkyni Kristině
- 1623 Prubíř (Il saggiatore)
- 1632 Dialogy o dvou největších systémech světa (Dialogo sopra i due massimi sistemi del mondo)
- 1638 Matematické rozpravy a pokusy (Discorsi e dimostrazioni matematiche, intorno à due nuove scienze), poprvé vyšla v Holandsku

## Díla o Galileim

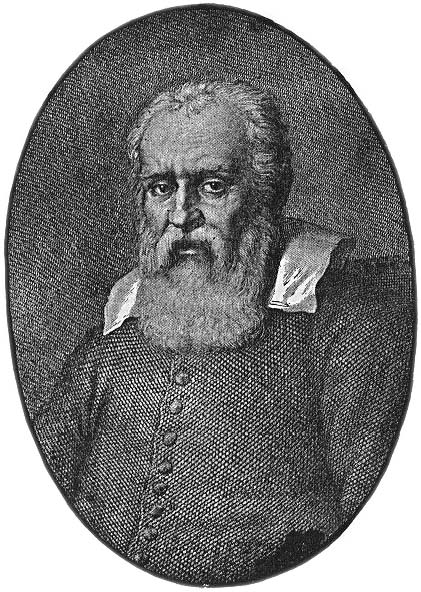
Galileo Galilei

- Galileo Galilei – opera od Philipa Glasse
- Galileo – hra od Bertolta Brechta
- Galileo – muzikál Janka Ledeckého
- Galileo's Dream – kniha od Kima Stanleyho Robinsona
- Galileo's Daughter – kniha od Davy Sobel

## Pojmenováno po Galileim
- Mise Galileo na Jupiter
- Galileovské měsíce Jupiteru
- Galileo Regio (Galileova oblast) na Ganymedu
- Kráter Galilaei na Měsíci
- Rima Galilaei brázda na Měsíci poblíže kráteru Galilaei
- Kráter Galilaei na Marsu
- Planetka 697 Galilea (pojmenován u příležitosti 300. výročí objevu galileovských měsíců)
- Evropský satelitní navigační systém Galileo